# دنی دویتو
دنیل مایکل «دنی» دویتو جونیور (به انگلیسی: Daniel Michael "Danny" DeVito, Jr.) (زاده ۱۷ نوامبر ۱۹۴۴ در نیوجرسی) بازیگر، کمدین، کارگردان و تهیه‌کننده آمریکایی است. از جمله فیلم‌های معروفی که او در آن بازی کرده، می‌توان به بازگشت بتمن و هم چنین به گویندگی در انیمیشن لوراکس اشاره کرد او درسریال تلویزیونی آمریکایی فیلادلفیا همیشه آفتابی است نیز به ایفای نقش پرداخت. او همچنین در فیلم‌هایی مثل مرگ بر اسموچی، هنگامی که در رم، ببین حالا کی حرف می‌زنه، آرام باش، کمدین، جانی خطرناک، پاکوتاه و متیلدا به عنوان کارگردان یا بازیگر فعالیت داشته‌است.

## زندگی شخصی
دنی دویتو در سال ۱۹۷۱ با ریا پرل من ازدواج کرد و حاصل این ازدواج سه کودک بودند ولی آن‌ها در اکتبر سال ۲۰۱۲ و بعد از سی سال زندگی مشترک، از یکدیگر جدا شدند.
دویتو به وگنیسم معتقد و معروف است.

## فیلم‌شناسی
- دیوانه از قفس پرید (۱۹۷۵)
- ون (۱۹۷۷)
- بزرگترین عاشق جهان (۱۹۷۷)
- رهسپار جنوب (۱۹۷۸)
- میمون رفتن! (۱۹۸۱)
- شرایط مهرورزی (۱۹۸۳)
- عشق‌بازی با سنگ (۱۹۸۴)
- جواهر نیل (۱۹۸۵)
- دفتر مرکزی (۱۹۸۵)
- مردم بی‌رحم (۱۹۸۶)
- مردان حلبی (۱۹۸۷)
- مامانو از قطار بنداز پایین (۱۹۸۷)
- دوقلوها (۱۹۸۸)
- جنگ رزها (۱۹۸۹)
- پول دیگران (۱۹۹۱)
- بازگشت بتمن (۱۹۹۲)
- هوفا (۱۹۹۲)
- جونیور (۱۹۹۴)
- کوتوله را بگیرید (۱۹۹۵)
- متیلدا (۱۹۹۶)
- هرج‌ومرج فضایی (۱۹۹۶)
- مریخ حمله می‌کند! (۱۹۹۶)
- دلال بیمه (۱۹۹۷)
- محرمانه لس آنجلس (۱۹۹۷)
- هرکول (۱۹۹۷)
- با صدای بلند زندگی کردن (۱۹۹۸)
- مرد روی ماه (۱۹۹۹)
- خودکشی باکره‌ها (۱۹۹۹)
- پیچ‌خورده (۲۰۰۰)
- غرق‌شدن مونا (۲۰۰۰)
- مرگ بر اسموچی (۲۰۰۲)
- چیزی غیر از این (۲۰۰۳)
- ماهی بزرگ (۲۰۰۳)
- کریسمس عشق (۲۰۰۴)
- آرام باش (۲۰۰۵)
- حتی پول (۲۰۰۶)
- عرشه سالن‌ها (۲۰۰۶)
- فیلادلفیا همیشه آفتابی است (۲۰۰۶)
- پسر نوبل (۲۰۰۸)
- فقط آب اضافه کنید (۲۰۰۸)
- مرد منزوی (۲۰۰۹)
- خانه‌خراب (۲۰۰۹)
- دختر وارد یک بار می‌شود (۲۰۱۱)
- لوراکس (۲۰۱۲)
- هتل نوآر (۲۰۱۲)
- همه بیابان (۲۰۱۴)
- سگ-سوسیسی (۲۰۱۶)
- دامبو (۲۰۱۹)
- جومانجی: مرحله بعدی(۲۰۱۹)
- بازمانده (۲۰۲۱)
- عمارت تسخیر شده (۲۰۲۳)
- مهاجرت (۲۰۲۳)
- پولمن (۲۰۲۳)